# Maxwell (California)
Maxwell è un census-designated place (CDP) degli Stati Uniti d'America, situato in California, nella contea di Colusa.